# كارل روان
كارل روان (بالإنجليزية: Carl Rowan)‏ هو دبلوماسي وكاتب وصحفي ومؤلف أمريكي، ولد في 11 أغسطس 1925 في Ravenscroft, Tennessee ‏ في الولايات المتحدة، وتوفي في 23 سبتمبر 2000 في واشنطن العاصمة في الولايات المتحدة.

## وصلات خارجية
- كارل روان على موقع IMDb (الإنجليزية)
- كارل روان على موقع الموسوعة البريطانية (الإنجليزية)
- كارل روان على موقع مونزينجر (الألمانية)
- كارل روان على موقع إن إن دي بي (الإنجليزية)
- كارل روان على موقع قاعدة بيانات الفيلم (الإنجليزية)